# Liste fraktionsloser Mitglieder des 4. Europäischen Parlaments
Die Liste fraktionsloser Mitglieder des 4. Europäischen Parlaments enthält die Abgeordneten, die in der 4. Wahlperiode von 1994 bis 1999 zumindest übergangsweise nicht einer der Fraktionen des Europäischen Parlaments angehörten.
Bei Konstituierung des Parlaments nach der Europawahl 1994 waren 27 der 567 Abgeordneten keiner Fraktion beigetreten. Im ausgehenden Parlament vor der Europawahl 1999 waren 38 der dann 626 Abgeordneten ohne Fraktionszugehörigkeit.
Vom 11. November 1996 bis zum 12. Januar 1997 waren die 17 Mitglieder der Fraktion Europa der Nationen (Koordinierungsgruppe) fraktionslos, bis sich die Fraktion unter dem Namen Fraktion der Unabhängigen für das Europa der Nationen neu konstituieren konnte. Diese Abgeordneten sind hier nicht aufgeführt.
| Land                   | Partei                                  | Europäische Partei | Sitze | MdEP | Anmerkung |
| ---------------------- | --------------------------------------- | ------------------ | ----- | --- | --- |
| Belgien                | Front National                          | –                  | 1     | Daniel Féret | |
| Belgien                | Vlaams Blok                             | Euronat            | 2     | Frank Vanhecke Karel Dillen | |
| Frankreich             | Front national                          | Euronat            | 11    | Bernard Antony Yvan Blot Bruno Gollnisch Jean-Marie Le Pen Bruno Mégret Jean-Claude Martinez Carl Lang Marie-France Stirbois Jean-Marie Le Chevallier Fernand Le Rachinel Jean-Yves Le Gallou      | |
| Frankreich             | Mouvement pour la France                | –                  | 2     | Éric Pinel Charles de Gaulle | 11. November 1996 bis zum 12. Januar 1997 und Pinel ab 13. Mai 1998, de Gaulle ab 19. April 1999, davor I-END-Fraktion |
| Italien                | Alleanza Nazionale                      | –                  | 10    | Roberta Angelilli Spalato Bellerè Luciano Schifone Marco Cella Gianfranco Fini Cristiana Muscardini Nello Musumeci Gastone Parigi Salvatore Tatarella Antonio Michele Trizza                       | Bellere bis 21. April 1998, Nachfolger Schifone ab 6. Mai 1998 |
| Italien                | Fiamma Tricolore                        | –                  | 1     | Giuseppe Rauti | gewählt für Alleanza Nazionale bzw. Movimento Sociale Italiano; ab 3. März 1995 Fiamma Tricolore |
| Italien                | Partito Socialista Democratico Italiano | SPE                | 1     | Enrico Ferri | bis 14. Dezember 1994, dann Forza Europa |
| Italien                | Lega Nord                               | –                  | 4     | Umberto Bossi Gipo Farassino Marco Formentini Luigi Moretti | ab 19. Februar 1997, davor ELDR-Fraktion |
| Österreich             | Freiheitliche Partei Österreichs        | –                  | 6     | Gerhard Hager Hans Kronberger Franz Linser Klaus Lukas Daniela Raschhofer Peter Sichrovsky Erich Schreiner Wolfgang Jung Wolfgang Nußbaumer Susanne Riess-Passer Mathias Reichhold Karl Schweitzer | Nach Beitritt Österreichs zur EU am 1. Januar 1995: Reichold, Riess-Passer, Nußbaumer, Schreiner und Schweitzer. Reichold bis 15. Januar 1996, Lukas ab 16. Januar 1996; Riess-Passer und Schweitzer bis 24. April 1996, Jung und Linser ab 26. April 1996. Nußbaumer, Schreiner und Jung bis 10. November 1996. Sichrovsky, Raschhofer, Kronberger und Hager ab 11. November 1996 durch Nachwahl. |
| Vereinigtes Königreich | Democratic Unionist Party               | –                  | 1     | Ian Paisley | |